# Story of Seasons: Friends of Mineral Town
Story of Seasons: Friends of Mineral Town ( のミネラルタウン, Bokujou Monogatari Saikai no Mineraru Taun?, lit. Histórias das Estações: Amigos de Mineral Town) é um jogo eletrônico de simulação desenvolvido pela Xseed Games e distribuído pela Marvelous Inc., sendo o quarto jogo da franquia Story of Seasons. Lançado em 14 de julho de 2020 para Nintendo Switch e Steam, o jogo vendeu mais de cem mil cópias para Switch na América do Norte em uma semana e teve uma resposta extremamente positiva na Steam, onde marca o retorno da amada franquia de simulador de vida na fazenda no PC. O título é um remake fiel de Harvest Moon: Friends of Mineral Town e Harvest Moon: More Friends of Mineral Town, lançados originalmente para Game Boy Advance.